# أولاد يحيى قبلي
قرية أولاد يحيى قبلي هي إحدى القرى التابعة لمركز دار السلام بمحافظة سوهاج في جمهورية مصر العربية. حسب إحصاءات سنة 2006، بلغ إجمالي السكان في أولاد يحيى قبلي 19341 نسمة، منهم 9657 رجل و9684 امرأة.